# Gonçalo Ramos
Gonçalo Matias Ramos (Olhão, 20 juni 2001) is een Portugees voetballer die doorgaans als aanvaller speelt. Hij stroomde in 2020 door vanuit de jeugd van Benfica. Ramos debuteerde in 2022 in het nationale elftal van Portugal.

## Clubcarrière
Ramos genoot zijn jeugdopleiding bij SC Olhanense, CB Loulé en Benfica. Hij maakte op 21 juli 2020 zijn officiële debuut in het eerste elftal van Benfica, tijdens een competitiewedstrijd tegen Aves (0–4-winst). Hij viel toen in de 87e minuut in voor Pizzi. Ramos fleurde zijn debuut op met meteen twee doelpunten. Eerder dat seizoen had hij met Benfica –19 ook al de finale van de UEFA Youth League gehaald. Hierin kroonde hij zich samen met Roberto Piccoli tot topscorer van het toernooi. Ramos scoorde in 2020/21 elf keer in elf wedstrijden voor het tweede elftal van Benfica en behoorde ook vrijwel heel het seizoen tot de wedstrijdselectie van de hoofdmacht. Coach Jorge Jesus haalde hem in juli 2021 definitief bij het eerste team. Hij vocht zich binnen een halfjaar in de basis. Ramos miste in het seizoen 2022/23 vier speelronden vanwege fysieke klachten, maar stond verder iedere wedstrijd in de basis. Hij werd dat jaar voor het eerst in zijn carrière landskampioen. Daar droeg hij zelf aan bij met onder meer negentien doelpunten, goed voor een tweede plaats op de topscorerslijst. Ramos scoorde in 2022/23 ook zeven keer in de Champions League, onder meer door een hattrick te maken tegen FC Midtjylland.
Ramos verruilde Benfica in augustus 2023 voor Paris Saint-Germain, de regerend kampioen van Frankrijk op dat moment. De Franse club nam hem officieel op huurbasis over, maar met een verplichting om hem in juli 2024 voor 65 miljoen euro te kopen.

## Clubstatistieken
| Seizoen         | Club                  | Land               | Competitie      | Competitie | Competitie | Beker | Beker | Supercup | Supercup | Europees | Europees | Totaal | Totaal |
| Seizoen         | Club                  | Land               | Competitie      | Wed.       | Dlp.       | Wed.  | Dlp.  | Wed.     | Dlp.     | Wed.     | Dlp.     | Wed.   | Dlp.   |
| --------------- | --------------------- | ------------------ | --------------- | ---------- | ---------- | ----- | ----- | -------- | -------- | -------- | -------- | ------ | ------ |
| 2018/19         | Benfica B             | Vlag van Portugal  | Segunda Liga    | 5          | 0          | —     | —     | —        | —        | —        | —        | 5      | 0      |
| 2019/20         | Benfica B             | Vlag van Portugal  | Segunda Liga    | 20         | 4          | —     | —     | —        | —        | —        | —        | 20     | 4      |
| 2019/20         | Benfica               | Vlag van Portugal  | Primeira Liga   | 1          | 2          | 0     | 0     | 0        | 0        | 0        | 0        | 1      | 2      |
| 2020/21         | Benfica B             | Vlag van Portugal  | Segunda Liga    | 11         | 11         | —     | —     | —        | —        | —        | —        | 11     | 11     |
| 2020/21         | Benfica               | Vlag van Portugal  | Primeira Liga   | 4          | 2          | 5     | 2     | 0        | 0        | 2        | 0        | 11     | 4      |
| 2021/22         | Benfica               | Vlag van Portugal  | Primeira Liga   | 29         | 7          | 6     | 0     | 0        | 0        | 11       | 1        | 46     | 8      |
| 2022/23         | Benfica               | Vlag van Portugal  | Primeira Liga   | 30         | 19         | 3     | 1     | 0        | 0        | 14       | 7        | 47     | 27     |
| 2023/24         | → Paris Saint-Germain | Vlag van Frankrijk | Ligue 1         | 13         | 3          | 1     | 1     | 0        | 0        | 5        | 0        | 19     | 4      |
| Carrière totaal | Carrière totaal       | Carrière totaal    | Carrière totaal | 113        | 45         | 14    | 3     | 0        | 0        | 27       | 8        | 141    | 60     |

Bijgewerkt op 3 augustus 2023.

## Interlandcarrière
Ramos maakte deel uit van alle nationale jeugdselecties vanaf Portugal –17. Hij nam met Portugal –17 deel aan het EK –17 van 2018 en haalde met Portugal –19 de finale van het EK –19 van 2019. Hij werd op laatstgenoemd toernooi topscorer met vier doelpunten, na een doelpunt tegen Spanje in de groepsfase en een hattrick tegen Ierland in de halve finale. Ramos bereikte met Portugal –21 ook de finale van het EK –21 van 2021.
Ramos debuteerde op 17 november 2022 in het Portugees voetbalelftal tijdens een met 4–0 gewonnen oefeninterland tegen Nigeria. Hij maakte zelf de 3–0. Ramos werd ook opgeroepen voor het WK 2022 in Qatar. Hierop kwam hij vier keer in actie. Hij maakte een hattrick tijdens de met 6–1 gewonnen achtste finale tegen Zwitserland. Hij werd op 21 mei 2024 door bondscoach Roberto Martínez opgenomen in de Portugese selectie voor het EK 2024 in Duitsland. Portugal won een groep met Tsjechië, Turkije en Georgië, schakelde in de achtste finales Slovenië uit en verloor in de kwartfinales op strafschoppen van Frankrijk. Ramos kwam op het toernooi enkel in actie als invaller tegen Georgië.

## Erelijst
| Kampioen Primeira Liga | 1x | 2022/23 |

1 Donnarumma ·
2 Hakimi ·
3 Kimpembe ·
5 Marquinhos  ·
7 Kvaratschelia ·
8 Ruiz ·
9 Ramos ·
10 Dembélé ·
14 Doué ·
17 Vitinha ·
19 Lee ·
21 Hernández ·
23 Kolo Muani ·
23 Kolo Muani ·
24 Mayulu ·
25 Mendes ·
29 Barcola ·
33 Zaïre-Emery ·
35 Beraldo ·
39 Safonov ·
42 Zague ·
45 El Hannach ·
49 Mbaye ·
51 Pacho ·
80 Tenas ·
87 Neves ·
Coach: Luis Enrique
1 Patrício ·
2 Dalot ·
3 Pepe ·
4 Dias ·
5 Guerreiro ·
6 Palhinha ·
7 Ronaldo  ·
8 Fernandes ·
9 And. Silva ·
10 B. Silva ·
11 Félix ·
12 Sá ·
13 Danilo ·
14 Carvalho ·
15 Leão ·
16 Vitinha ·
17 Mário ·
18 Neves ·
19 Mendes ·
20 Cancelo ·
21 Horta ·
22 Costa ·
23 Nunes ·
24 Ant. Silva ·
25 Otávio ·
26 Ramos ·
Coach: Santos
1 Patrício ·
2 Semedo ·
3 Pepe ·
4 Dias ·
5 Dalot ·
6 Palhinha ·
7 Ronaldo  ·
8 Fernandes ·
9 Ramos ·
10 B. Silva ·
11 Félix ·
12 Sá ·
13 Danilo ·
14 Inácio ·
15 J. Neves ·
16 Nunes ·
17 Leão ·
18 R. Neves ·
19 Mendes ·
20 Cancelo ·
21 Jota ·
22 Costa ·
23 Vitinha ·
24 A. Silva ·
25 Neto ·
26 Conceição ·
Coach: Martínez